# Schistura implicata
 Schistura implicata és una espècie de peix de la família dels balitòrids i de l'ordre dels cipriniformes.
Els mascles poden assolir els 8,7 cm de longitud total.
Es troba a Laos i el Vietnam.